# Dardanariat
Dardanariat ist eine Bezeichnung für den Kornwucher durch falsche Maße oder durch Spekulation, allgemein auch für das Aufkaufen frisch entstandener Werte, um diese zunächst zurückzuhalten und später bei allgemeinem Mangel zu Höchstpreisen zu verkaufen.

## Namensherkunft
Der Namen dürfte auf einen phönizischen oder karthagischen Zauberer namens Dardanos zurückgehen, der mit Zauberkräften Kornähren in seinen Speicher beförderte und später bei Getreideknappheit das Korn teuer verkaufte. Nach Meyers Großem Konversations-Lexikon von 1905 stammt der Name von Dardanarius, einem römischen Wucherer. Bereits das Ausführliche Handwörterbuch von Karl Ernst Georges verweist bei dardanarius auf altgriechisch δάνος „Zins, Wucher“.

## Dardanarius im CIC
Der Begriff dardanarius findet sich jedenfalls schon zu Beginn des 3. Jahrhunderts n. Chr. bei den römischen Juristen Ulpian und Iulius Paulus und ist uns durch die Digesten, Bestandteil des später sogenannten Corpus iuris civilis überliefert. Die Digestenstelle betrifft die Verwendung falscher Maße:

“Paulus libro primo sententiarum: in dardanarios propter falsum mensurarum modum ob utilitatem popularis annonae pro modo admissi extra ordinem vindicari placuit.”

„Gegen Aufkäufer hat man wegen falschen Gemässes zum allgemeinen Besten des öffentlichen Kornmarktes nach Maassgabe des Vergehens eine ausserordentliche Strafe angenommen.“

## Neuzeitliche Quellen
- „noethig, dergleichen schaedlichen kornwucher hiemit nochmals zu verbieten dergestalt …, daß derjenige, welcher einer solchen auf- und vorkaeuferey wird ueberwiesen werden, … mit confiscation des getreides und noch … mit einer … strafe soll angeseh“n werden. Datierung: 1790 Fundstelle: Spangenb.,Hann. III 556[5]
- Allgemeines Landrecht für die Preußischen Staaten: II. Theil 20. Titel §§ 1290 f.
- Dardanaire (fr.) – schädlicher Aufkäufer, Kornwucherer, Monopolist.
- „Crimen dardanariatus, ist ein Verbrechen der Handwerksleute und Anderer, welche im Kaufen und Verkaufen falsch Maß, Ellen, Gewicht und Scheffel, brauchen, oder doch den Käufern das Maß nicht voll geben“. Johann Georg Krünitz: Ökonomische Encyclopaedie.
- Vortrag von Karl Mocnik, Ergokratie 2004[6]

## Rechtslage (Österreich)
Das Verwenden falscher, bzw. nicht mehr korrekt geeichter Maße und Gewichte stellt einen Verstoß gegen das Maß- und Eichgesetz dar und erfüllt bei Täuschungs- und Bereicherungsvorsatz mit Vermögensschädigung den Tatbestand des Betruges (§§ 146 ff. StGB).
Der günstige Ankauf und teure Weiterverkauf von Agrarprodukten wird allerdings in unserem heutigen Wirtschaftsleben als Warentermingeschäft bezeichnet und ist straflos.